# Баштеа (Хунедоара)
Баштеа (рум. Baștea) насеље је у Румунији у округу Хунедоара у општини Лапуђу Де Жос. Oпштина се налази на надморској висини од 251 m.

## Становништво
Према подацима из 2011. године у насељу је живело 5 становника.